# Tonnerre
|  | Denne artikel omhandler om den franske by Tonnerre. For det franske fartøj Tonnerre, se Tonnerre (L9014) |
Tonnerre er en by og commune i Yonne départementet i Frankrig.

## Demografi
Ved folkeoptællingen i 1999, var befolkningstallet 5979. Den 1. januar 2004, var tallet skønnet 5440.